# Sion Hill Football Club
El Sion Hill Football Club es un equipo de Fútbol de San Vicente y las Granadinas que juega en la NLA Premier League, la liga de fútbol más importante del país.

## Historia
Fue fundado en el año 1975 en la capital Kingstown pero que tiene su sede en Arnos Vale. y es de los primeros equipos de San Vicente y las Granadinas en participar en competiciones internacionales luego de jugar en la Copa de Campeones de la Concacaf 1988 en la que fue eliminado en la segunda ronda por el Excelsior Schoelcher de Martinica.

## Participación en competiciones de la Concacaf
| Temporada | Torneo                           | Ronda | Club                 | Casa | Visita | Global |
| --------- | -------------------------------- | ----- | -------------------- | ---- | ------ | ------ |
| 1988      | Copa de Campeones de la Concacaf | 2     | Excelsior Schoelcher | 1-3  | 0-4    | 1-7    |